# Joachim Knauth
Joachim Knauth (* 5. Januar 1931 in Halle (Saale); † 18. Juni 2019 in Berlin) war ein deutscher Dramatiker, Hörspielautor und Essayist.

## Leben
Der Sohn eines Ingenieurs absolvierte ein einjähriges Rechtspraktikum in den Buna-Werken und nahm 1950 ein Jurastudium an der Karl-Marx-Universität Leipzig auf. Die Mitarbeit an der Leipziger Studentenbühne sowie das Zusammentreffen mit literarisch ausgerichteten Studenten bewogen ihn nach zwei Semestern zum Wechsel des Studienfaches. Von 1951 bis 1955 studierte er Germanistik. Während der Studienzeit verfasste er sein erstes Theaterstück, die historische Komödie Heinrich der Achte oder Der Ketzerkönig und reichte es den Leipziger Bühnen ein, die Werk und Autor dem Bühnenvertrieb des Henschelverlages anempfahlen. Die fachmännische Beratung der dortigen Lektoren bewirkte, dass der Ketzerkönig schon am 22. September 1955 am Schweriner Staatstheater mit Erfolg in Szene gehen konnte. Ungefähr zur selben Zeit wurde er als Dramaturg am Stadttheater Meißen angestellt. Der Henschelverlag ließ die Bindung zu seinem vielversprechenden Schützling nicht abreißen und sicherte sich das trotz beruflicher Beanspruchung nebenher verfasste neue Stück Der Tambour und sein Herr König, das am 18. April 1957 von den Bühnen der Stadt Gera uraufgeführt wurde. Zu diesem Zeitpunkt war Knauth nicht mehr in Meißen, sondern, wiederum auf Betreiben des Verlages, Meisterschüler der Deutschen Akademie der Künste sowie dramaturgischer Mitarbeiter von Wolfgang Langhoff am Deutschen Theater in Berlin. Hier nun entstand die Komödie Wer die Wahl hat, die am 1. Juli 1958 in den Kammerspielen des Deutschen Theaters zur Uraufführung kam. 1958 rückte er zum Dramaturgen im Deutschen Theater auf. Ab 1962 war er nur noch als freiberuflicher Schriftsteller in Berlin tätig.
Sein 1961 vollendetes und in der Gegenwart angesiedeltes satirisches Lustspiel Die Kampagne wurde 1963 in Gera ins Programm genommen. Seine weiteren Bühnenwerke harrten länger auf ihre Premiere und wurden weniger häufig gespielt. Eine Ausnahme bildet Wie der König zum Mond wollte (1967) und auf Umwegen das auf Ovids Metamorphosen basierende Märchen-Lustspiel Der Prinz von Portugal, das – 1968 entstanden und erst 1973 im Landestheater Halle uraufgeführt – später auch das Kindertheater (z. B. als Puppenspiel) bereicherte. Probleme bereitete ihm sein Stück Aretino oder Ein Abend in Mantua über den historisch-belegten Renaissance-Schriftsteller Pietro Aretino, der den „Mächtigen Furcht vor seinem gedruckten Wort einzuflößen“ vermochte. Der Chefdramaturg der Bühnen der Stadt Gera lehnte eine Aufführung ab. Er vermeinte, in dem Stück Anzeichen von unterschwelliger Beeinflussung durch „gewisse Kulturapologeten des westdeutschen Imperialismus“ zu erkennen. Obwohl das Stück danach in zwei Buchausgaben des Henschelverlages Berücksichtigung und in den jeweiligen Nachworten positive Erwähnung fand, erfuhr es bislang keine Theateraufführung. Joachim Knauth schrieb bis 1993 außer Theaterstücken auch theatertheoretische Essays in Zeitschriften, hier vor allem für Theater der Zeit. In der Neuen Deutschen Literatur veröffentlichte Knauth 1974 den Essay Zum Beispiel Märchen, der der gängigen marxistischen Märchentheorie nicht folgt. Dieser Essay wurde auch im 1981er Sammelband Vier Theatermärchen und ein Essay/Stücke abgedruckt. Ferner arbeitete er einige seiner Bühnenwerke zum Hörspiel um und schuf weitere Hörspiele. Von Heinrich der Achte oder Der Ketzerkönig (1955) gibt es eine 1960 ausgestrahlte Fernsehaufzeichnung mit Wolf Kaiser in der Hauptrolle. Von Wie der König zum Mond wollte (1967) gibt es eine 1979 ausgestrahlte Fernsehaufzeichnung einer Inszenierung des Theaters der Jungen Generation Dresden. In den späten Jahren seines Schaffens widmete er sich auch Neu-Übersetzungen von Komödien aus dem englischen Sprachraum.

## Stil und Rezeption
Die fast ausnahmslos der Weltliteratur entlehnten Stoffe bereitete Knauth mit moralisierendem Kalkül und scharfem Witz auf. Jochen Ziller nannte die Ergebnisse „Besserungsstücke“ im Sinne des „sozialistischen Humanismus“ und führte weiter aus: „Seine Stücke und Adaptionen sind Pamphlete zur Veränderbarkeit der Verhältnisse durch die Veränderung der Menschen.“ Knauth begründete die Verwendung dieser oft sehr alten, bis in die Antike zurückreichenden Vorlagen damit, dass sie „angereichert sind mit dem Ehrfahrungsschatz von Generationen, sogar Jahrtausenden, mit großen Gehalten und Ideen, vor allem mit Idealen und mit festen Strukturen“. Die Märchen wiederum böten, erläuterte Knauth, für menschliche Probleme utopische Lösungen an, die „den metaphorischen Gegenentwurf zur widerspruchsreifen Realität“ bildeten.
Die von ihm entwickelten Märchen-Komödien weisen starke Züge von William Shakespeare und Ludwig Tieck auf. Den Prinz von Portugal analysierte und bewertete Helmut Ullrich, Uraufführungsrezensent der Neuen Zeit: „Von den Märchenstücken Gozzis und denen der deutschen Romantik scheint dieses ‚Märchen-Lustspiel‘ inspiriert, wenn es auch an deren Tiefe, Witz und Phantastik nicht heranreicht.“ Ernst Schumacher brachte in der Berliner Zeitung noch seine Assoziationen „Des Kaisers neue Kleider, Der kleine Prinz, Ein Sommernachtstraum, Die Zauberflöte und mehr“ ein. Sein Fazit lautete: „Ein harmloseres, wohlmeinenderes Theater läßt sich kaum denken.“ In der Tribüne befand Claus Cremer: „So gibt sich das Ganze dann auch ein wenig zu brav und zu bieder.“ Die Tageszeitung Der Morgen schrieb über das Märchen-Lustspiel: „[…] nirgends strebt es über die Begrenztheit seiner bemessen-bescheidenen Geschichte hinaus – aber die ist flott geschrieben, mit einem griffigen Dialog, der Wirkung hat in seiner Behendigkeit.“ Rolf-Dieter Eichler formulierte in der National-Zeitung ebenfalls ein Lob, das er mit Kritik verband: „Knauths Text […] weiß Figuren und Situationen mit einigem Witz und Geschmack zu kennzeichnen, aber theatralisch sehr ergiebig ist er nicht.“ Er unterstellte dem Autor „eine gewisse künstlerische Unentschiedenheit […], die das Ganze schließlich etwas zu leichtgewichtig und simpel erscheinen läßt“. Für Ingeborg Pietzsch von Theater der Zeit war der Prinz von Portugal „ein elegantes, kleines, schlankes Stück voll blitzender Ironie und sprachlicher Lakonie“.
Während Die Nachtigall die Lessing’sche Vorgehensweise, aufklärerische Intensionen in parabelhafter Form verständlich zu machen, verwendet, sind Stücke wie Der Tambour und sein Herr König, Badenweiler Abgesang und Aretino oder ein Abend in Mantua an Christian Dietrich Grabbe geschult. Der Areteno besitzt noch eine andere Komponente, denn seine Struktur und Ausgangssituation ähneln in gewisser Weise der Eingangsszene in Goethes Torquato Tasso.
Elemente von Johann Nestroy hingegen spielen in Wer die Wahl hat hinein. Zu dieser auf keiner literarischen Vorlage fußenden Farce äußerte Helmut Ullrich in der Neuen Zeit: „Sein Stück kann den Anspruch, Komödie zu sein, nicht erfüllen, es ist lediglich eine Reihe in sich sehr witziger karikaturistischer Szenen. […] Sein großes satirisches Talent hat noch nicht zum eigenen einheitlichen Stil gefunden.“ Alfred Maderno befand im Morgen, dass die „Komödie viel zu schwach und flach ist“.
Knauths Bearbeitung der Weibervolksversammlung von Aristophanes fand ebenfalls keine uneingeschränkte Zustimmung. Liane Pfelling von der Schweriner Volkszeitung machte zwei unverbundene Ebenen (die analog zu Knauths Märchenbetrachtung jedoch gewollt sein dürften) aus, nämlich eine reale, historisch-konkret angesiedelte Konstellation und eine phantastische, in Form eines utopisch-ironisierenden Schlusses. „Beide Teile“, resümiert sie, „[…] fügen sich nicht zu einem sinnvollen Ganzen zusammen. […] [So] musste sich der Zuschauer mehr an die komödiantischen Details, denn an das Komödienganze der Aufführung halten.“
In seinen, zum Teil prämierten, Hörspieltexten verhandelte Joachim Knauth oft Sagen und Mythen, beispielsweise in Prometheus oder Der Nibelungen Not.

## Zitat über Knauth
„Alle […] Einflüsse sind bei Knauth spürbar, wenngleich keinesfalls uneingeschränkt: Er ist sowohl Aufklärer wie Romantiker oder Klassiker; er ist ein Spaßmacher ebenso wie ein Grübler, ein Humorist wie ein Ironiker und Satiriker; er ist Ästhet, aber auch ein heiterer, geistreicher Moralist, in dem Sinne natürlich, daß bei ihm die moralischen Fragen mit der Welt zusammenhängen und umgekehrt.“

## Auszeichnungen
- 1990: Hörspiel-Sonderpreis für Der Nibelungen Not[26]
- 1992: Internationaler Hörspielpreis terre des hommes für Gottes Stimme[26]

## Werke

### Theaterstücke (Auswahl)
- 1955: Heinrich der Achte oder Der Ketzerkönig (Historische Komödie)
- 1957: Der Tambour und sein Herr König (Schauspiel)
- 1958: Wer die Wahl hat (Komödie)
- 1960: Die sterblichen Götter (Komödie)
- 1960: Badenweiler Abgesang (Komödie)
- 1961: Die Kampagne (Satirisches Lustspiel)
- 1964: Die Soldaten (Tragikomödien-Adaption nach J. M. R. Lenz)
- 1965: Die Weibervolksversammlung (Komödien-Adaption nach Aristophanes)
- 1966/67: Aretino oder ein Abend in Mantua (Schauspiel)
- 1967: Wie der König zum Mond wollte (Märchen-Lustspiel)
- 1968: Der Maulheld Miles gloriosus (Komödien-Adaption, nach Plautus)
- 1968: Der Prinz von Portugal (Märchen-Lustspiel)
- 1969/70: Die Nachtigall (Aufklärerisches Märchen mit kleinem Orchester)
- 1971/72: Bellebelle oder Der Ritter Fortuné (Dramaturgisches Märchen nach Marie-Catherine d’Aulnoy)
- 1975: Lysistrata (Komödien-Adaption nach Aristophanes)
- 1987 (2. Fassung): Die Mainzer Freiheit (Historisches Schauspiel)
- 1994: Die Retter (Komödien-Adaption nach Aristophanes)
- 1997: Volpone oder Der Fuchs (Übersetzung und Bearbeitung der Ben-Jonson-Komödie)
- 2000: Der Sturm (Übersetzung des Shakespeare-Schauspiels)

### Hörspiele (Auswahl)
- Die sterblichen Götter. Rundfunk der DDR, Erstsendung: 15. Mai 1960.
- Der Mantel des Ketzers. Rundfunk der DDR, Erstsendung: 1979.
- Der Nibelungen Not. Rundfunk der DDR, Erstsendung: 23. Dezember 1988.
- Ich möchte schreien. Rundfunk der DDR, Erstsendung: 25. Januar 1990.
- Prometheus. Funkhaus Berlin (SFB), Erstsendung: 9. Januar 1991.
- Gottes Stimme. Funkhaus Berlin, Erstsendung: 25. Dezember 1991.
- Aretino oder Ein Abend in Mantua. DS Kultur, Erstsendung: 25. Oktober 1992.
- Sifrid Sifride. DS Kultur, Erstsendung: 27. Dezember 1992.
- Jason, Medea. Deutschlandradio, Erstsendung: 20. November 1994.

### Filmszenarien
- (zusammen mit Lothar Creutz): Im Schlaraffenland. Film des DDR-Fernsehens nach dem  gleichnamigen Roman von Heinrich Mann. Fernsehen der DDR, Erstausstrahlung: 29. September 1975.
- Die arge Legende vom gerissenen Galgenstrick. Fernsehspiel nach der gleichnamigen Erzählung von Franz Werfel. Erstausstrahlung: 26. April 1978.